# Llano Grande (Guerrero)
Llano Grande es una localidad del estado mexicano de Guerrero. Es parte del municipio de San Marcos.

## Demografía
| Gráfica de evolución demográfica |
|                                  |

| Censo | Población |
| ----- | --------- |
| 1900  | 186       |
| 1910  | 376       |
| 1921  | 242       |
| 1930  | 371       |
| 1940  | 544       |
| 1950  | 622       |
| 1960  | 508       |
| 1970  | 777       |
| 1980  | 1 053     |
| 1990  | 1 289     |
| 2000  | 1 384     |
| 2010  | 1 348     |
| 2020  | 1 337     |